# Zapoteca nervosa
Zapoteca nervosa là một loài thực vật có hoa trong họ Đậu. Loài này được (Urb.) H.M.Hern. miêu tả khoa học đầu tiên.